# Andes (galos)
Los andes (según De bello Gallico de César) o andecavos o andicavos (según Orosio 6.8.7) fueron un pueblo de la Antigüedad y Alta Edad Media que residía en Armórica.

## Geografía
El territorio de los andes se corresponde aproximadamente con la diócesis de Angers (Anjou) en el departamento de Maine-et-Loire en la actual Francia. Aunque César ubica a los andes “cerca del Océano”, no tenían ninguna costa y se encontraban tierra adentro a lo largo del río Loira.

## Papel en la guerra de las Galias
En el Libro III de los Comentarios a la guerra de las Galias, César dice que los andes proporcionaron cuarteles de invierno a Publio Craso después de su misión en Armórica, que atrajo a otros grupos galos a relacionarse con Roma. Durante el invierno de 57–56 a. C., los romanos construyeron una flota en el Loira bajo el mando de Décimo Bruto, presumiblemente para preparar la invasión a Britania, pero que en lugar de eso se vio implicado en una acción contra los vénetos cuando surgieron objeciones de los armoricanos.
Los andes, guiados por Dumnaco, tuvieron un papel significativo en la prosecución de la guerra contra Roma tras la derrota de Vercingétorix en Alesia. Los esfuerzos de Dumnaco están narrados por Aulo Hircio en su continuación de la Guerra de las Galias (Libro VIII), que cubre dos años de la guerra después de que César considerara cumplida su misión. Dumnaco asedió Limonum (actual Poitiers), un oppidum de los pictones, y se implicó sin éxito con el ejército de relevo romano bajo el mando de Gayo Caninio Rébilo. Cuando llegaron más fuerzas romanas al lugar, Dumnaco se vio obligado a levantar el sitio y retirarse. El ejército de los andes fue perseguido por los romanos y sufrieron gran número de bajas. En una batalla decisiva al día siguiente, los romanos mataron alrededor de 12.000 hombres. Dumnaco escapó, y cuando Armórica se rindió, se marchó a un exilio auto-impuesto.